# Midnattens Widunder
Midnattens Widunder (Ungeheuer der Mitternacht) ist das Debütalbum der finnischen Metal-Band Finntroll aus dem Jahr 1999.

## Entstehungsgeschichte
Nach der Demo Rivfader nahm die Plattenfirma Spinefarm Records Finntroll unter Vertrag. Zuvor stiegen noch die Mitglieder Samu „Beast Dominator“ Ruotsalainen (Schlagzeug), Samuli „Skrymer“ Ponsimaa (zweiter Gitarrist), Henri „Trollhorn“ Sorvali (Keyboard) sowie Sami „Tundra“ Uusitalo (Bass) ein. Textlich handelt das Album vom Kampf der Trolle gegen die Christenheit, von der der Norden befreit werden soll.

## Musikstil
Das Album ist noch sehr im Black Metal verwurzelt, enthält aber schon die für die Band typischen Folk- und Humppa-Einflüsse. Die bereits auf dem vorherigen Demo enthaltenen Lieder sind kompositorisch einfacher gestaltet und verwenden Keyboards lediglich für Ostinati, wodurch ein eher repetitiver Charakter entsteht. Die neu komponierten Stücke dagegen sind ausgefeilter und stellen das Keyboard als melodieführendes Instrument stärker in den Vordergrund.

## Titelliste
1. Intro – 1:57
2. Svartberg – 4:06
3. Rivfader – 4:09
4. Vätteanda – 4:35
5. Bastuvisan – 1:19
6. Blodnatt – 4:41
7. Midnattens Widunder – 4:40
8. Segersång – 1:59
9. Svampfest – 2:03

### Svartberg (Schwarzer Berg)
Das Lied handelt vom Volk der Trolle, das weg von den Menschen in den Norden zieht. Sie suchen einen schwarzen Berg, in dem der Trollkönig Rivfader wohnt und unter dem das Reich der Trolle liegt, das vom Menschen unberührt ist. Der als falsch und feindlich angesehene christliche Glaube existiert dort nicht.

### Rivfader
Rivfader beschreibt eine Prophezeiung, die besagt, dass der gleichnamige Trollkönig heimgekehrt sei und beim Erscheinen der weißen Schlange aus seinem langen Schlaf erwachen werde, um die nordischen Christen niederzuschlagen.

### Vätteanda (Koboldstimmung)
Es wird beschrieben, wie blutrünstige Kobolde sich aus dem Berg hervorkämpfen, um im Namen des unchristlichen Glaubens Fleisch zu reißen und Menschen zu töten.

### Bastuvisan (Das Saunalied)
Die Saunaweise hat zunächst einen hörspielartigen Beginn, in dem man saunatypische Geräusche hört. Es ist das Kratzen zu hören, das entsteht, wenn beim Saunieren der Körper mit Birkenzweigen „abgeschlagen“ wird, um die Blutzirkulation anzuregen (siehe Saunakultur). Dann hört man die Saunatür auffliegen und einen tiefen Ruf. Danach folgt der musikalische Teil des Stücks mit Gesang. Zwei Priester, Åmund und Kettil, sitzen in der Sauna, als plötzlich ein Troll hereinbricht, Åmund die Ohren abschneidet und Kettil verprügelt, bis die Sauna zusammenbricht.

### Blodnatt (Blutnacht)
Das Lied "Blutnacht" erzählt wie sich das lyrische Ich für den Kampf bereit macht, sein Schwert schleift, das Kettenhemd ölt, den Bart flicht und das Gesicht teert. Bei Sonnenuntergang will es auf einem Wolf zum Kirchentor reiten und dort Menschen bzw. Christen („Prästdräpe“ = Priestermord) töten.
An die Kriegsbemalung aus Teer erinnern spätere Promotionfotos der Band, auf denen sie schwarze Farbstreifen im Gesicht tragen.

### Midnattens Widunder (Ungeheuer der Mitternacht)
Das Lied ist eine Kriegserklärung an Christus, der von der Spitze des Volkes wortwörtlich „verschwinden“ soll, da er sonst von den Trollen mit dem Schwert getötet werden wird.

### Segersång (Siegerlied)
Das Siegerlied beschreibt, wie das Lamm Christi vor den Naturgewalten flüchtet und wie die Trolle feiern und Lobeshymnen singen. Die Trolle feiern den Mond und den Tod Christi, der mit einem Schwert getötet wurde.

### Svampfest (Pilzfest)
Svampfest ist ein instrumentales Keyboard-Stück.